# Muayad Khalid
Muayad Khalid (en árabe: مؤيد خالد; nacido en Bagdad, Irak, 3 de septiembre de 1987) es un futbolista internacional iraquí. Juega de defensa.

## Trayectoria
Muayad Khalid actúa de lateral derecho, aunque a veces juega como defensa central.
Empezó su carrera profesional en 2003 en el Al-Talaba. En 2005 firma un contrato con su actual club, el Al Quwa Al Jawiya.

## Selección nacional
Ha sido internacional con la Selección de fútbol de Irak en 4 ocasiones. Su debut con la camiseta nacional se produjo el 26 de marzo de 2005 en el partido amistoso Australia 2-1 Selección de fútbol de Irak.
Antes de debutar con la selección absoluta consiguió la Medalla de plata en los Juegos Asiáticos de 2006. 
Participó en la Copa Confederaciones 2009, donde disputó el partido España 1-0 Irak.

## Clubes
| Club                 | País      | Año       |
| -------------------- | --------- | --------- |
| Al-Talaba            | Irak      | 2003-2005 |
| Al Quwa Al Jawiya    | Irak      | 2005-2010 |
| Al-Talaba Sport Club | Irak      | 2010-2011 |
| Al-Zawraa Sport Club | Irak      | 2011-2015 |
| Al-Nahda Club        | Omán      | 2015-2017 |
| Mauerwerk S.A.       | Austria   | 2017-2018 |
| Brothers Union       | Bangladés | 2018-2019 |

## Palmarés
- Medalla de plata en Fútbol en los Juegos Asiáticos de 2006 (Selección iraquí)